# Altobello Melone

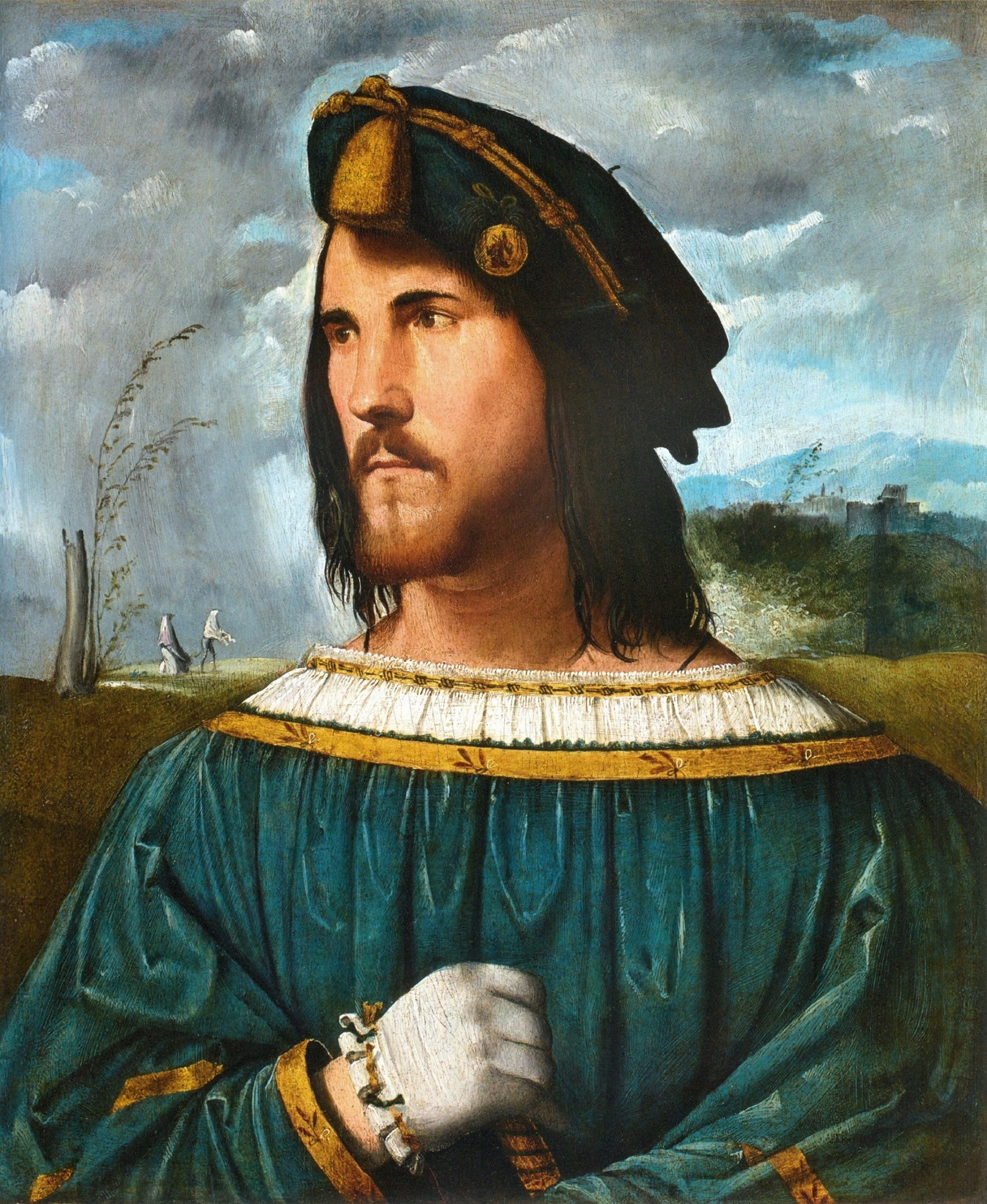
Retrato de um Cavalheiro (Cesare Borgia)

Altobello Melone (Cremona, 1490/1491 — antes de 1547) foi um pintor italiano do Renascimento. 
Seu estilo faz uma fusão entre estilos maneiristas da Lombardia. Em Cremona, encontrou-se com Girolamo Romanino, cuja influência foi marcante em toda sua obra. Trabalhou nos afrescos da Catedral de Cremona até 1518. No contrato, estava a condição de que seus trabalhos fossem mais belos que os de seu antecessor, Boccaccio Boccaccino. Na obra, trabalhou com Giovanni Francesco Bembo.